# Stayin' Alive
Stayin' Alive är en sång som The Bee Gees lanserade på singelskiva den 13 december 1977. Sången spelas exempelvis även i discofilmen Saturday Night Fever
Bland annat Ozzy Osbourne har gjort en cover på den. En annan känd cover är N-Trances rapversion som släpptes 1995.

## Listplaceringar
| Lista          | Topplacering |
| -------------- | ------------ |
| Australien     | 1            |
| Österrike      | 2            |
| Belgien        | 2            |
| Brasilien      | 1            |
| Kanada         | 1            |
| Chile          | 1            |
| Kina           | 2            |
| Finland        | 2            |
| Frankrike      | 1            |
| Irland         | 4            |
| Italien        | 1            |
| Japan          | 19           |
| Mexiko         | 1            |
| Nederländerna  | 1            |
| Nya Zeeland    | 1            |
| Norge          | 4            |
| Spanien        | 1            |
| Sydafrika      | 1            |
| Sverige        | 3            |
| Storbritannien | 4            |
| USA            | 1            |